# 林生假福王草
林生假福王草（学名：Paraprenanthes sylvicola）是菊科假福王草属的植物，是中国的特有植物。分布在中国大陆的四川、云南、福建、江西、浙江、广西、陕西、湖南等地，生长于海拔500米至1,750米的地区，多生长在山谷及山坡林下潮湿地，目前尚未由人工引种栽培。